# Parlando
Parlando (Italiaans: sprekend) is, in de muziek, een voordrachtstechniek waarbij een tekst niet gezongen, maar gesproken wordt.
Parlando wordt onder andere in het country-genre en in het Nederlandstalige levenslied gebruikt.
Bekende muziekstukken waarin parlando een belangrijke rol speelt, zijn onder andere de volgende; geordend op (achter-)naam van de (eerste) artiest:
- Verrek, zeg kerel, ben jij 't van Lodewijck van Avezaath
- 't Is moeilijk bescheiden te blijven van Peter Blanker
- I'll be home van Pat Boone
- A Boy Named Sue van Johnny Cash
- Jeanny van Falco
- Blank Space van Taylor Swift
- Don't Delete the Kisses van Wolf Alice
- Into each life some rain must fall van Ella Fitzgerald en The Ink Spots
- Je t'aime... moi non plus van Serge Gainsbourg en Jane Birkin
- De vlieger van André Hazes
- Detroit City van Tom Jones
- Twee motten van Dorus
- Sneker café van Drs. P
- Are you lonesome tonight van Elvis Presley
- Peter en de wolf van Sergej Prokofjev
- A grand don't come for free van The Streets
- Du van Peter Maffay
- De tamme boerenzoon van André van Duin
- De Bedoeling van Eefje de Visser
- Het volledige repertoire van Gerard de Vries

Rappers bewegen zich veelal op de grens van zang en parlando.

## Poëzie
In de dichtkunst is parlando de benaming voor een 'spreekstijl' in gedichten: parlando-poëzie (poésie parlante) is geschreven in de alledaagse taal en benadert qua metrum en ritme de spreektaal , bijvoorbeeld de poëzie van de nieuwe zakelijkheid.